# صلاح اليهري
صلاح علوي اليهري لاعب كرة قدم قطري يلعب في نادي الخريطيات.

## مسيرة اللاعب
لعب مع أندية معيذر والغرافة و الجيش والخور و الريان و الأهلي والمرخية و الشمال والخريطيات.

## روابط خارجية
- صلاح اليهري على موقع Soccerway.com (الإنجليزية)